# Comuna Smîrnove, Kuibîșeve
Smîrnove (în ucraineană Смирнове) este o comună în raionul Kuibîșeve, regiunea Zaporijjea, Ucraina, formată din satele Oleksiivka, Smîrnove (reședința) și Verșîna Druha.

## Demografie
Componența lingvistică a comunei Smîrnove
     Ucraineană (94,32%)
     Rusă (4,18%)
     Alte limbi (0,57%)
Conform recensământului din 2001, majoritatea populației comunei Smîrnove era vorbitoare de ucraineană (94,32%), existând în minoritate și vorbitori de rusă (4,18%).